# Breathless (album de Shayne Ward)
Pour les articles homonymes, voir Breathless.
Breathless est le deuxième album du chanteur  britannique  et  gagnant du The X Factor Shayne Ward. L’album est sorti en Royaume-Uni le 26 novembre 2007. L’album était prévu pour sortir en 2008 mais à la demande du public l’album est sorti en 2007.
L’album a connu un succès commercial significatif, se vendant  à 95 801 exemplaires dès la semaine de sa sortie. Il était en deuxième position en UK Albums Chart, mais il est considéré moins réussi que son précédent album. L’album a trois singles. La chanson Until You a un succès inattendu, il a été en top 10 dans plusieurs charts dans le monde. Breathless a été réédité le 31 octobre 2008 ainsi qu'un DVD incluant des interviews exclusives et cinq clips vidéo. 
L’album  est classé en deuxième position dans la liste de Channel 4 pour les 100 meilleurs albums de 2007.

## La réalisation de l’album
Shayne Ward travailla sur l’album pendant une année et demie.  BBC commenta que l’album est plein d’une potentielle production, on trouve dans l’album des chansons de grands producteurs tels : Maratone, qui a travaillé auparavant avec Britney Spears, Kelly Clarkson et Backstreet Boys, alors il n'y a aucun doute qu’ils connaissent bien le pop très bien. Les producteurs Rami Yacoub, Arnthor Birgisson, et Ryan Tedder ont aussi travaillé sur l’album.

## Singles
Les premiers singles de l'album If That's OK with You et No U Hang Up sont diffusés à la radio le 7 septembre 2007. Le 14 septembre 2007 le clip vidéo de No U Hang Up a été réalisé par Sony BMG et le clip a été diffusé sur Channel 4  et sur YouTube. Le single a atteint la deuxième position au Royaume-Uni et la onzième position en Irlande. Le single No U Hang Up a eu un grand succès que If That's OK with You. 
Le troisième Breathless, est sorti le 19 novembre 2007 et il est entré au UK Singles Chart le 25 novembre 2007.       
U Got Me So est sorti en septembre de l’année 2008 en Asie pour faire la promotion du Breathless Tour 2008 et a réussi à atteindre la 7e position dans les charts sans publicité.

## Tournée
Pendant la réalisation de deux premiers singles, ils ont annoncé que Ward organiserait une tournée pour soutenir l’album. La tournée commença à Glasgow en Écosse le 12 mai 2008 et se termina le 29 décembre 2008 en Irlande.

## Réception
En date du 2 décembre 2007, l’album arrive à la première position sur le Chart Irlandais des Albums  et il jette l'album de Leona Lewis de top. Il commença à la deuxième position en  UK Albums Chart avec 95 801 copies dès la première semaine.

## Pistes
Les treize pistes de cet album sont :
| No  | Titre                 | Auteur                                               | Producteur(s)               | Durée |
| --- | --------------------- | ---------------------------------------------------- | --------------------------- | ----- |
| 1.  | No U Hang Up          | Rami Yacoub, Arnthor Birgisson, Savan Kotecha        | Rami, Arnthor               | 4:22  |
| 2.  | Breathless            | Yacoub, Birgisson, Kotecha                           | Rami, Arnthor               | 3:47  |
| 3.  | If That's OK with You | Birgisson, Kotecha, Max Martin                       | Arnthor                     | 3:36  |
| 4.  | Damaged               | Yacoub, Birgisson, Kotecha                           | Rami, Arnthor               | 4:03  |
| 5.  | Stand by Your Side    | Remee, John Reid, Joe Belmaati, Mich Hansen          | Jonas Jeberg, Cutfather     | 3:39  |
| 6.  | Until You             | Yacoub, Birgisson, Kotecha                           | Rami, Arnthor               | 4:08  |
| 7.  | Some Tears Never Dry  | Yacoub, Birgisson, Kotecha                           | Rami, Arnthor               | 3:49  |
| 8.  | Melt the Snow         | Yacoub, Birgisson, Kotecha                           | Rami, Arnthor               | 3:47  |
| 9.  | Tangled Up            | Evan Rogers, Carl Sturken                            | Rami, Arnthor, AJ Junior    | 3:53  |
| 10. | Just Be Good to Me    | James Harris III, Terry Lewis                        | Brian Rawling, Paul Meehan  | 3:45  |
| 11. | U Got Me So           | Yacoub, Birgisson, Kotecha                           | Rami, Arnthor               | 3:38  |
| 12. | You Make Me Wish      | Yacoub, Birgisson, Kotecha                           | Rami, Arnthor               | 3:56  |
| 13. | Tell Him              | Ryan Tedder, Justin Trugman, Kotecha, Ashraf Jannusi | Justin Trugman, Ryan Tedder | 3:59  |

| 14. | Gonna Be Alright                          | 4:23 |
| 15. | If That's OK with You (Moto Blanco Remix) | 9:19 |
| 16. | Breathless (The Snowflakers Remix)        | 3:46 |

| 1. | Interview                     |  |
| 2. | That's My Goal (Video)        |  |
| 3. | No Promises (Video)           |  |
| 4. | Stand by Me (Video)           |  |
| 5. | If That's OK with You (Video) |  |
| 6. | No U Hang Up (Video)          |  |